# Diane Wilson
Diane Wilson (1948) is een Amerikaanse milieu-activiste, anti-oorlogsactiviste en auteur. 
Wilson was oorspronkelijk een garnalenvisser uit Calhoun County (Texas). Zij viste in de Lavaca Bay dat deel uitmaakt van de Matagordabaai. In 1989 echter was de vangst zo slecht dat zij dan maar een viswinkel is begonnen.
Zij ontdekte dat de Lavacabaai zeer giftig bleek te zijn vanwege chemisch vervuilende lozingen door bedrijven als Formosa Plastics en Alcoa. Om aandacht op de zaak te vestigen deed ze onder meer aan hongerstakingen. In die tijd deed zij een poging tot zelfmoord en bracht haar eigen boot tot zinken.
In 1994 kwam er een zogenoemde nul lozing overeenkomst (Zero liquid discharge), met de gif lozende bedrijven. Dat houdt in dat er geen afvalwater meer in het milieu terecht mocht komen. De overeenkomst was in haar beleving toch niet in orde, wat later ook zou blijken.
Vanaf de tijd van de giflozingen is zij ook internationaal actief geworden.
Zij protesteerde bij vergaderingen over de olieramp in de Golf van Mexico 2010. Evenzo betuigde zij actief haar steun aan de slachtoffers van de Union Carbide giframp van 1984 Bhopal, India.
Zij is medeoprichter van de in 2002 opgerichte anti-oorlogsorganisatie CODEPINK, een Amerikaanse pacifistische burgerrechtenbeweging.
In 2005 werd een documentaire over haar gemaakt getiteld Texas Gold. Deze won diverse prijzen, waaronder de "Beste Documentaire" op de "New York City Short Film Festival".
Ze heeft de prijs "Hellraiser of the Month" ontvangen van Mother Jones magazine en nog een aantal andere prijzen, waaronder National Fisherman Magazine Award, Louis Gibbs' Environmental Lifetime Award, Louisiana Milieuactieprogramma (LEAN) Environmental Award, Giraffe Project, Jenifer Altman Award en de Bioneers Award.
Wilson werd in 2006 onderscheiden met de Blue Planet Award van de Ethecon Foundation, omdat zij als gewoon mens zich meer dan twintig jaar inzet voor de milieuproblematiek, zelfs met gevaar voor haar eigen leven.
In 2013 heeft zij deelgenomen aan de beweging om Guantanamo Bay te sluiten. Het meest opvallende hierin was dat ze in solidariteit met de hongerstakers meedeed. Op 26 juni van dat jaar – International Day in Support of Victims of Torture (internationale dag van slachtoffers van marteling) sprong zij om het protest kracht bij te zetten over het hek van het Witte Huis. Hierbij gesteund door organisaties als Amnesty International, CODEPINK, Veterans for Peace, en Witness Against Torture. Hierbij deed zij een poging om een brief af te leveren aan president Barack Obama. Diane Wilson werd hierom beschuldigd van insluiping en gearresteerd.

## Privé
Diane Wilson is moeder van vijf kinderen.

## Boeken
- An Unreasonable Woman: A True Story of Shrimpers, Politicos, Polluters and the Fight for Seadrift, Texas. (Een onredelijke vrouw:  Het ware verhaal van garnalenvissers, politici, vervuilers en de strijd voor Seadrift (Texas).)
- An Unreasonable Woman Breaks the Law for Mother Earth. – Diary of an Eco-Outlaw. (Een onredelijke vrouw breekt de wet voor moeder aarde.)
- Holy Roller: Growing up in the Church of Knock down, Drag out;: Or, How I Quit Loving a Blue-Eyed Jesus: a Childhood Memoir. (Jeugd memoires.)
- Spirit Car: Journey to a Dakota Past. (Memoires van haar (indianen)familie.)